# Aeroport d'Innsbruck
L'aeroport d'Innsbruck (IATA: INN, ICAO: LOWI), també anomenat aeroport d'Innsbruck-Kranebitten, és l'aeroport més gran del Tirol i de l'Àustria occidental. Està situat a uns 5 km del centre d'Innsbruck, i serveix de base principal de Welcome Air i Tyrolean Airways i allotja també les oficines centrals d'Air Alps. S'encarrega dels vols regionals dels Alps, així com de vols internacionals a altres destinacions en funció de la temporada. Durant l'hivern l'activitat augmenta significativament a causa de l'elevat nombre d'esquiadors que viatgen a la regió.
La línia de bus F connecta l'aeroport amb la ciutat i l'estació central d'Innsbruck. L'autobús passa cada 15 minuts i triga 16 minuts a arribar a l'estació central.

## Instal·lacions
La terminal utilitza típicament escales d'aire per a embarcar i desembarcar; no hi ha passarel·les. L'aeroport pot gestionar avions fins al Boeing 767. Hi ha diversos camions de desglaç, que normalment desgelen el fuselatge just abans d'encendre els motors, o abans d'obtenir autorització per enlairar-se.
L'aeroport d'Innsbruck és ben conegut per tenir una aproximació difícil a causa del terreny circumdant, i està prohibit que certs tipus d'aeronaus operin a l'aeroport. L'aproximació i el descens és un procés molt complicat: els Alps creen vents i corrents als quals el pilot ha de fer front al llarg del procés.

## Estadístiques
| Any  | Passatgers totals | variació (%) |
| ---- | ----------------- | ------------ |
| 2007 | 859.832           | =            |
| 2008 | 969.474           | 12,8         |
| 2009 | 956.972           | 1,3          |
| 2010 | 1.033.512         | 8,0          |
| 2011 | 997.020           | 3,5          |
| 2012 | 930.850           | 6,6          |